# Hyophila javanica
Hyophila javanica är en bladmossart som beskrevs av Bridel 1827. Hyophila javanica ingår i släktet Hyophila och familjen Pottiaceae. Inga underarter finns listade i Catalogue of Life.